# St. Ann (Missouri)
St. Ann ist eine Stadt mit dem Status „City“ im St. Louis County im US-Bundesstaat Missouri. Das U.S. Census Bureau hat bei der Volkszählung 2020 eine Einwohnerzahl von 13.019 ermittelt.

## Geographie
Die Koordinaten von St. Ann liegen bei 38°43'38" nördlicher Breite und 90°23'8" westlicher Länge.
Nach Angaben der United States Census 2010 erstreckt sich das Stadtgebiet von St. Ann über eine Fläche von 8,24 Quadratkilometer (3,18 sq mi).

## Bevölkerung
Nach der United States Census 2010 lebten in St. Ann 13.020 Menschen verteilt auf 5894 Haushalte und 3259 Familien. Die Bevölkerungsdichte betrug 1580,1 Einwohner pro Quadratkilometer (4094,3/sq mi).
Die Bevölkerung setzte sich 2010 aus 69,5 % Weißen, 22,1 % Afroamerikanern, 2,2 % Asiaten, 0,3 % amerikanischen Ureinwohnern, 3,0 % aus anderen ethnischen Gruppen und 2,8 % stammten von zwei oder mehr Ethnien ab.
In 28,3 % der Haushalten lebten Personen unter 18 Jahre und in 12 % Menschen die 65 Jahre oder älter waren. Das Durchschnittsalter betrug 37,1 Jahre und 47,5 % der Einwohner waren Männlich.

## Belege
1. ↑  Explore Census Data Total Population in St. Ann city, Missouri. Abgerufen am 2. Februar 2023.
2. ↑   United States Census
3. ↑   American Fact Finder